# Kačerov (Loket)
Kačerov (Duits: Katscherow) is een Tsjechische plaats in de gemeente Loket, regio Midden-Bohemen, en maakt deel uit van het district Benešov. Het dorp ligt op 2,5 kilometer afstand van Loket.
Kačerov telt 23 inwoners (2021).

## Geschiedenis
De eerste schriftelijke vermelding van het dorp dateert van 1548.
In 1960 werd Kačerov, samen met Loket, ingedeeld bij het district Benešov.

## Verkeer en vervoer

### Autowegen
Er leidt een regionale weg naar het dorp.

### Spoorlijnen
Er is geen station meer in de gemeente Loket. Tot 1974 werd Loket bediend door treinen van de spoorlijn Benešov - Vlašim - Dolní Kralovice. In dat jaar werd het traject Vlašim - Dolní Kralvorice gesloten, omdat het moest wijken voor de aanleg van het Švihov-stuwmeer. Sindsdien is het dichtstbijzijnde station in Vlašim, op zo'n 20 kilometer afstand. Dat station ligt aan het resterende deel van eerdergenoemde spoorlijn.

### Buslijnen
Er is geen bushalte in het dorp. De dichtstbijzijnde bushalte is in Loket, op zo'n 1,5 kilometer afstand:
| Halte                            | Lijn(en) | Traject(en)                                           | Vervoerder(s) |
| -------------------------------- | -------- | ----------------------------------------------------- | ------------- |
| Loket u Čechtic, Loket u Čechtic | 842 846  | Dolní Kralovice - Vlašim Čechtice - Ledeč nad Sázavou | CŠAD Benešov  |

## Bezienswaardigheden
- Dorpskapel

## Galerij

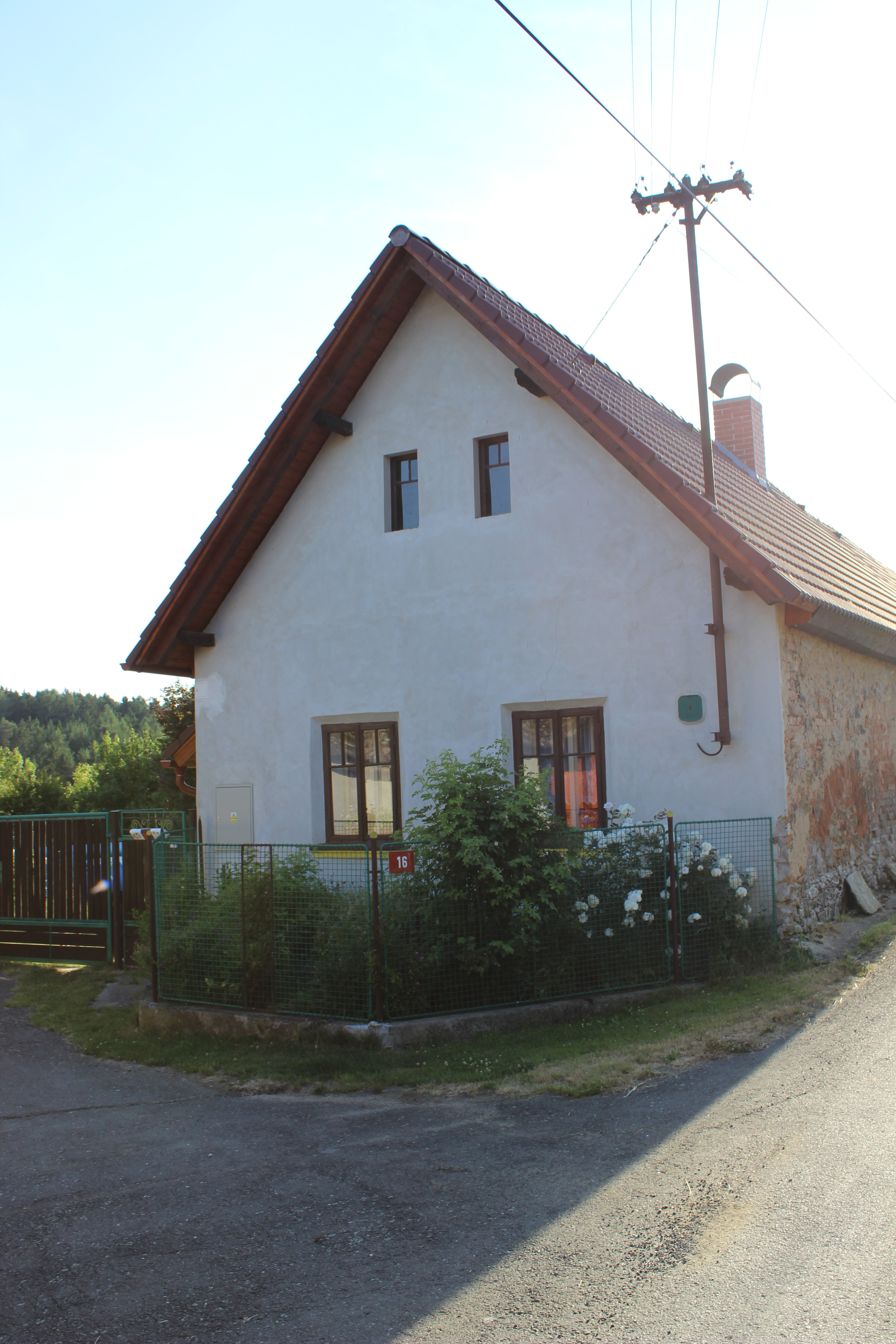
Huis in het dorp (2014)
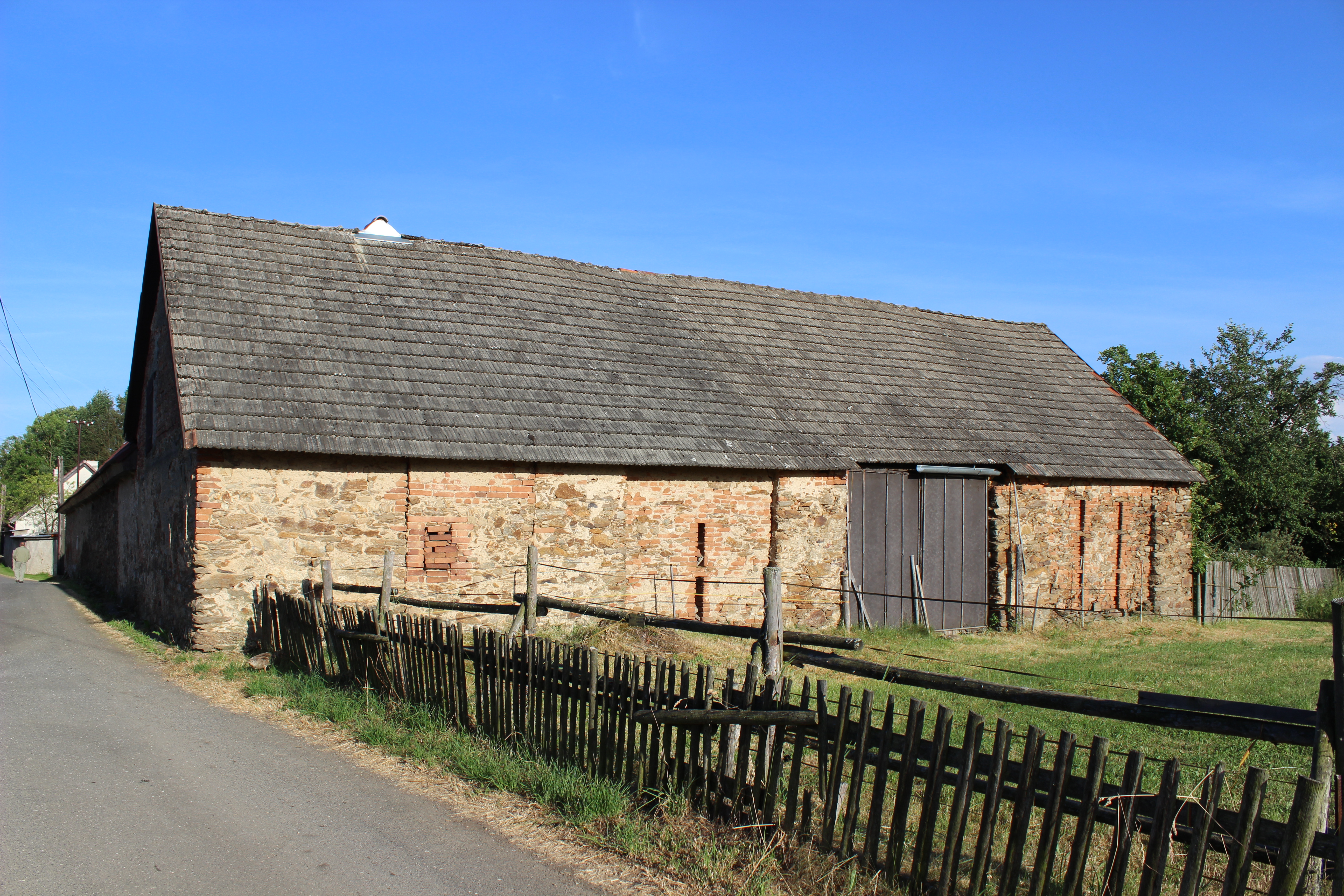
Boerderij in het dorp (2014)